# Калиновка (Чановский район)
Калиновка — деревня в Чановском районе Новосибирской области. Входит в состав Землянозаимского сельсовета.

## География
Площадь деревни — 23 гектаров.

## История
В 1950 году село Бей-Булатово, как помещичье-кулацкое название переименовано в Калиновку.

## Население
| 2002 | 2007 | 2010 |
| ---- | ---- | ---- |
| 144  | ↗147 | ↘76  |

## Инфраструктура
В деревне по данным на 2007 год функционирует 1 учреждение здравоохранения.